# Gustav
Gustav, znan i kao Gustavus, (mađ. Gusztáv, 1961. – 1977.) je bila mađarska serija kratkih animiranih crtića (do pet minuta). Snimana u produkciji Pannónia Filmstúdija. Bila je veoma popularna u Istočnoj Europi, gdje je dostigla kultni status.
Svaka epizoda govori o pustolovinama glavnoga lika, Gustava, koji živi u urbanom svijetu. Lik Gustava se kroz epizode mijenja: na primjer, u nekim epizodama, Gustav je neženja, dok u nekim ima ženu i djecu. U Istočnoj Europi i Jugoslaviji, serije se emitirala tijekom '80-tih, inače tijekom tj. umjesto reklama. Serija se također emitirala u Zapadnoj Europi, pa čak i u Novom Zelandu - zato što serija nije koristila jezik, već samo mrmljanje, pa je bilo jednostavno razumjeti cijelu seriju. Godine 2013. i 2014. Gustav je ponovno emitiran u Hrvatskoj, na nacionalnoj televiziji, obično tijekom reklama. Iako, više od četrdeset epizoda je emitirano tijekom reklama između božićnih i novogodišnjih maratona.

## Epizode i razvoj likova
Prva sezona (68 epizoda) je napravljena 1961. i 1968. za silver ekrane. Druga sezona (52 epizoda) je napravljena između 1975. i 1977. za televiziju. Pannonia Film Studio je producirao seriju. Glavni lik Gustav, kasnije se još pojavljivao u drugim kratkim animiranim serijama.
U Mađarskoj, neke epizode su izdane i na DVD-u.

## Vanjske poveznice
- Gustav Hungarian Movie Database  (mađarski)